# Zabytki w Sopocie

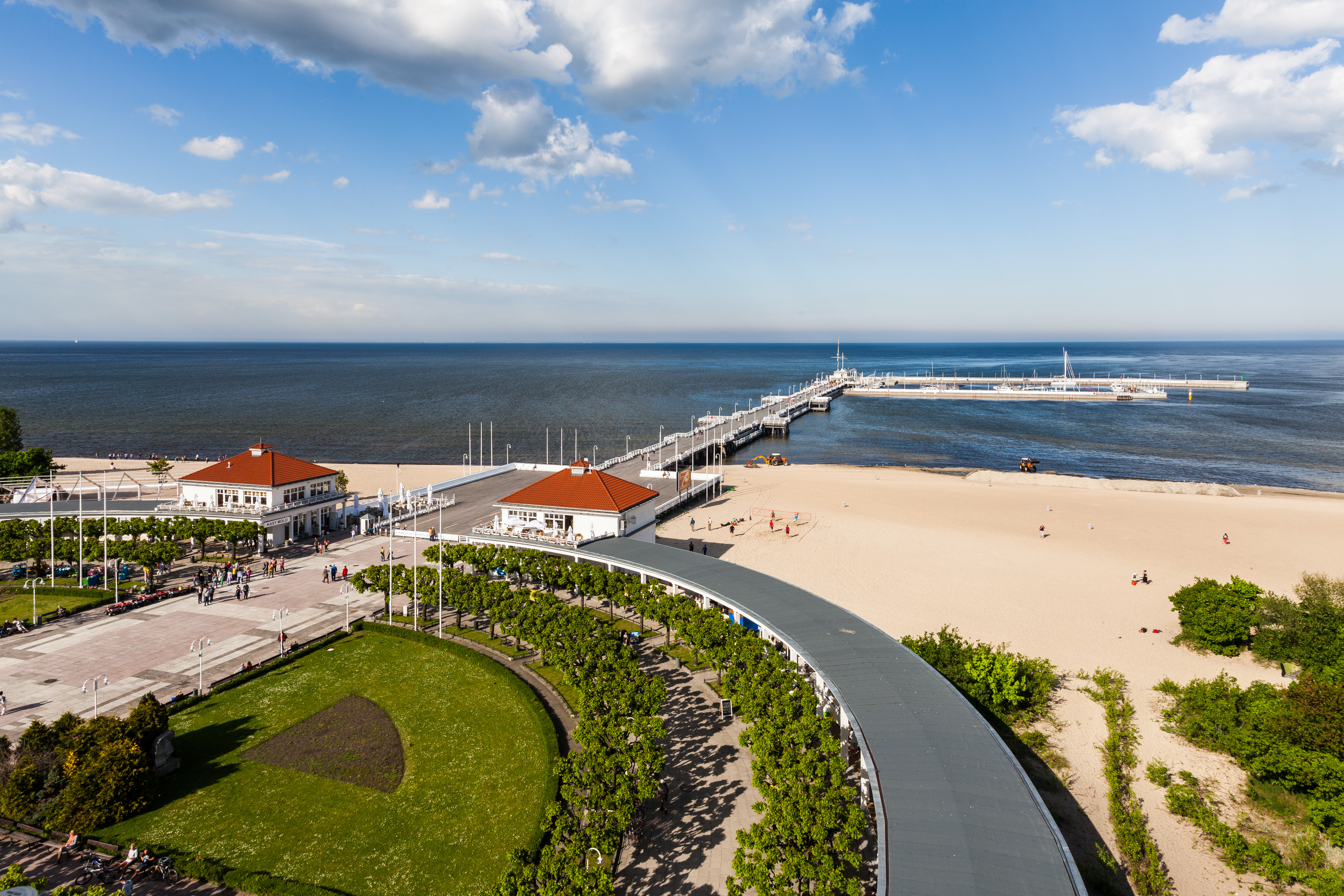
Molo i przystań morska

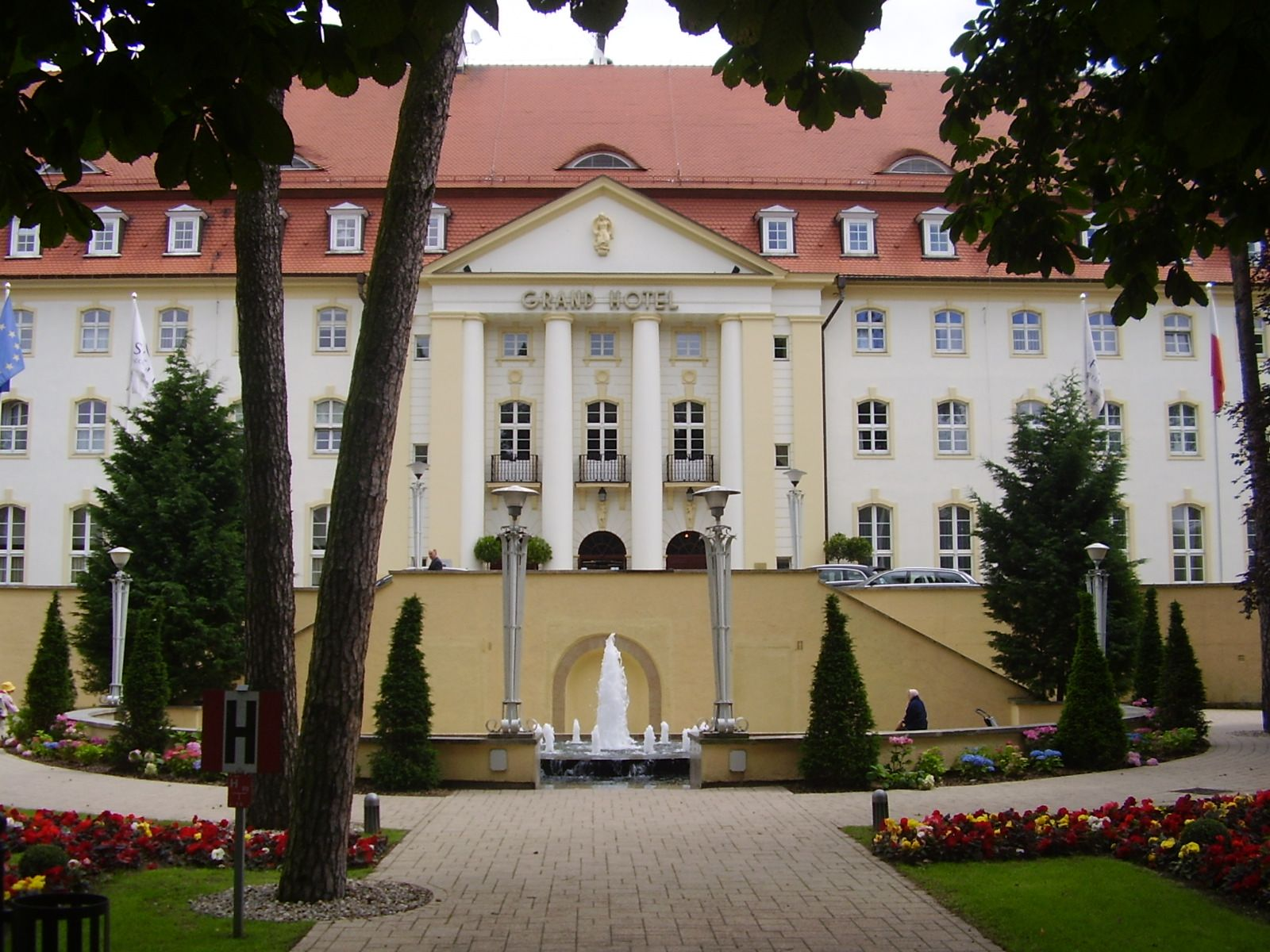
Wejście do Grand Hotelu

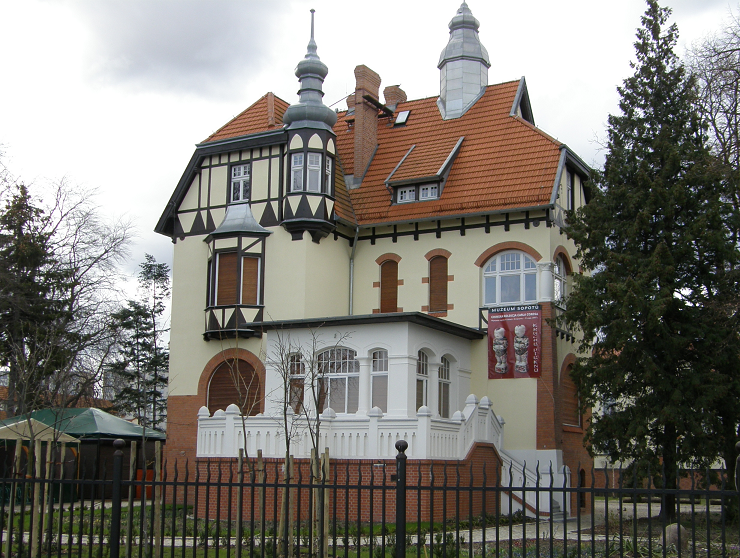
Muzeum Sopotu, wcześniej rezydencja władz partyjno-rządowych Polski Ludowej (1945-1983)

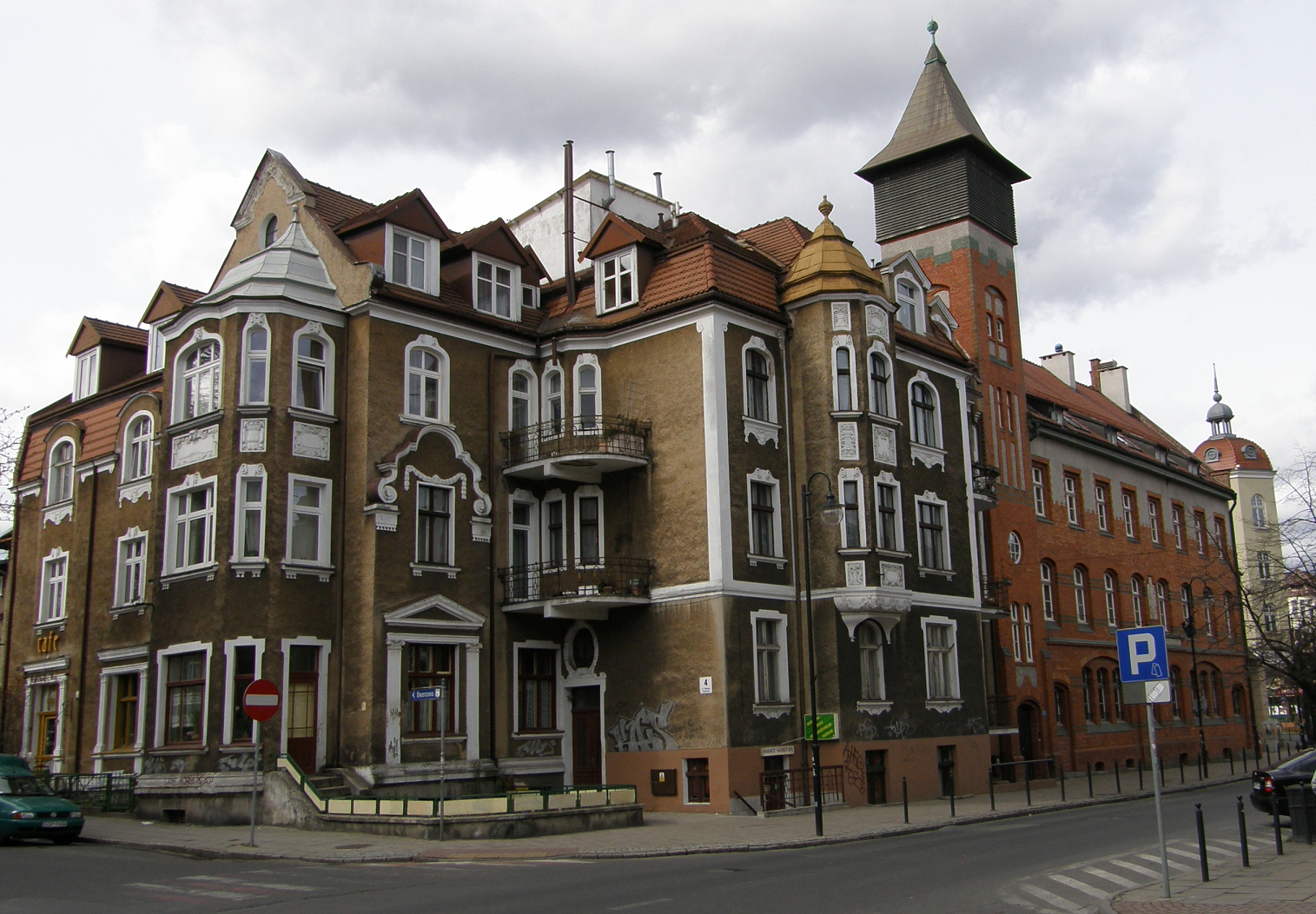
Poczta w Sopocie (z prawej strony zdjęcia)

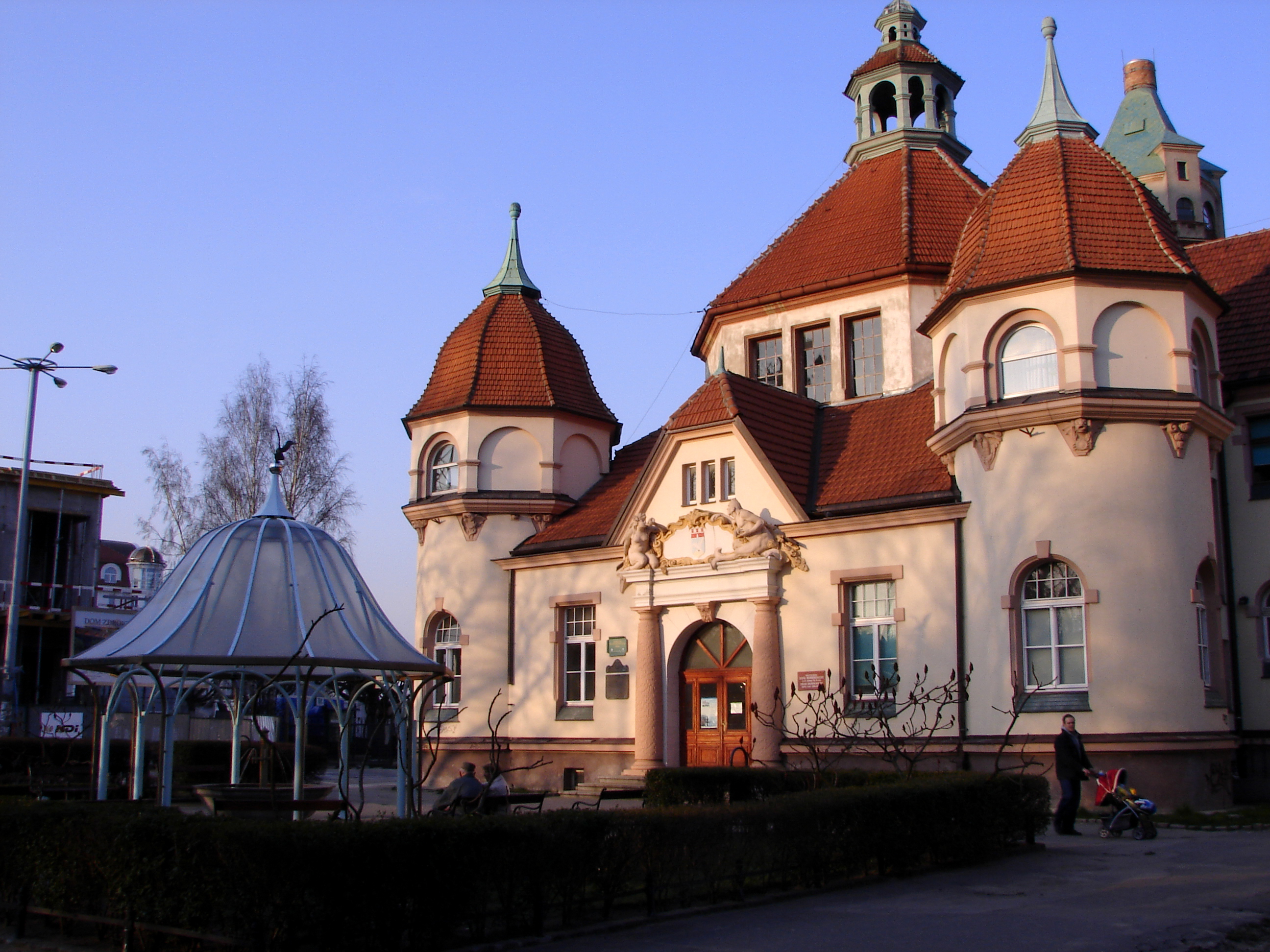
Zakład Balneologiczny

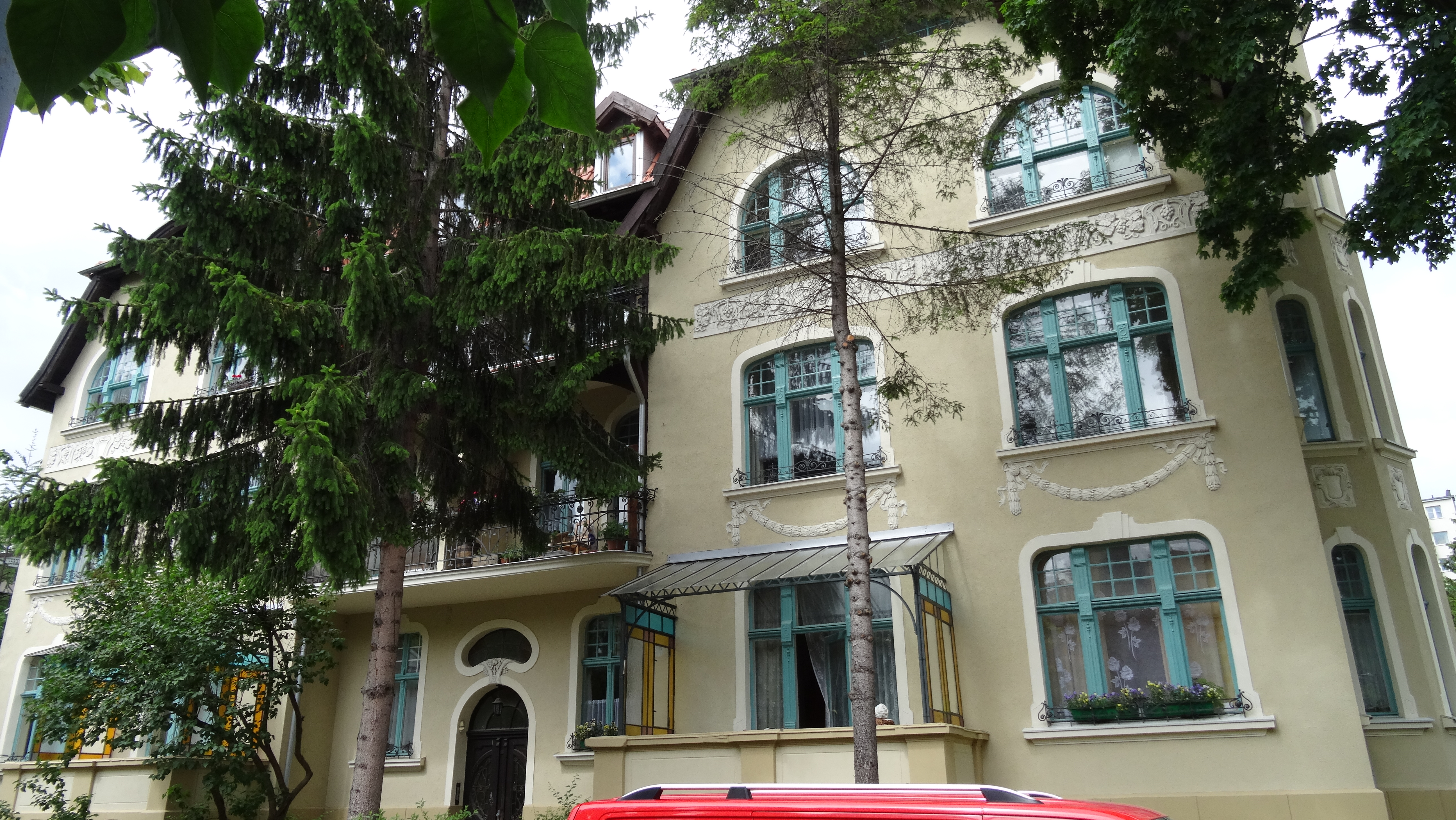
Kamienica z 1904, ul. Lipowa 9, arch. August Schmidtke. Charakterystyczne secesyjne: kształt okien, ornamenty roślinne, loggie

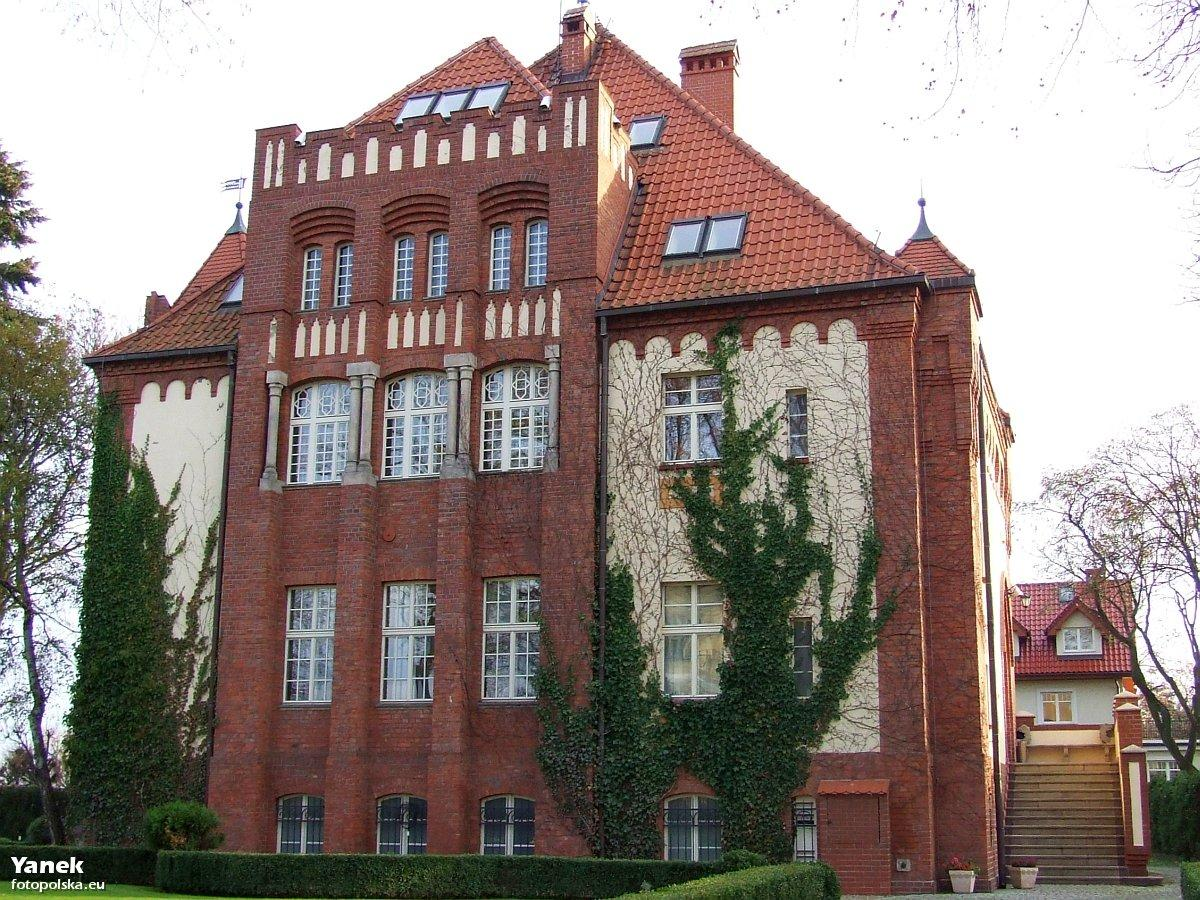
Willa Basnera

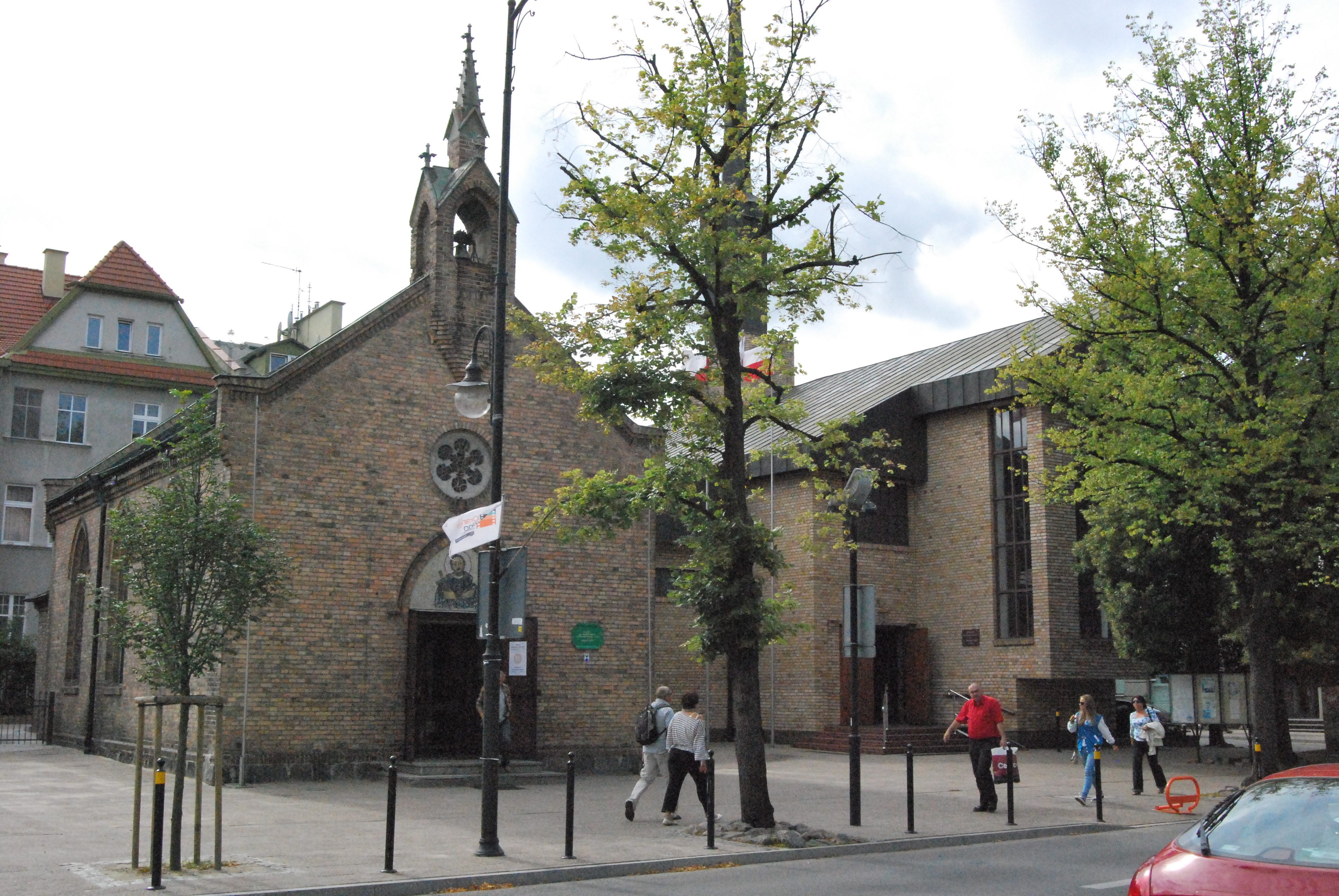
Kościół Wniebowzięcia Najświętszej Maryi Panny i św. Andrzeja Boboli w Sopocie

Lista zabytków znajdujących się w Sopocie:
- zespół urbanistyczny miasta
- kościoły:
  - kościół parafialny pw. NMP Wniebowziętej Gwiazda Morza z 1902–1925, z plebanią z 1909 r. oraz cmentarzem kościelnym – ogrodem, ul. Kościuszki 19-21
  - zespół kościoła garnizonowego:
    - kościół par. garnizonowy pw. św. Jerzego z 1889-1901, pl. Konstytucji 3 Maja
    - plebania kościoła pw. św. Jerzego z 1890 r., ul. Kościuszki 1
    - kapliczka św. Wojciecha (dawniej studzienka)
    - cmentarz kościelny
    - plebania - tzw. Dwór Francuski z 1890 r. wraz z ogrodem, ul. Kościuszki 1
    - ogrodzenie z bramą

  - Kościół pw. NMP i Andrzeja Boboli z 2 połowy XIX, ul. Powstańców Warszawy 15
  - kościół ewangelicko-augsburski pw. Zbawiciela z 1919, Park Południowy
- kapliczki
  - kapliczka przydrożna z 1928, ul. Malczewskiego, róg z al. Niepodległości
- cmentarze
  - cmentarz katolicki oraz kaplica przedpogrzebowa z 1903, ul. Malczewskiego
  - cmentarz ewangelicki z 1848, obecnie komunalny, ul. Malczewskiego
    - kościół par. pw. Najświętszego Serca Pana Jezusa z 1930, 1944
    - kaplica przedpogrzebowa z XIX w., ob. zarząd cmentarza
    - grobowiec rodziny von Herbst z XIX w.

  - cmentarz żydowski z 1910, ul. Malczewskiego
- Dwór Hiszpański murowano-szachulcowy, z 2. połowy XVII, przebudowany pod koniec XIX, al. Niepodległości 781
- hipodrom, ul. Polna
  - tory wyścigów i teren, 1897-XX
  - drewniane kasy totalizatora z 1935
  - drewniana trybuna I z 1898, 1935
  - drewniana trybuna II z 1898, 1935, 1975
  - stajnia z 1935, 1975
- ratusz z 1911 r., ul. Kościuszki 25/27
- założenie kuracyjno-zdrojowe z 1910-11, ul. Powstańców Warszawy 2-4-6:
  - ogród zdrojowy z 1910, ob. skwer,
  - dom zdrojowy z 1910, przeb. w 2009, ob. m.in. zaplecze rekreacyjno-konferencyjne hotelu „Sheraton”
  - molo spacerowe drewniane, z XIX/XX
- hotel kasyna gry z 1924-1927, ob. Grand Hotel, ul. Powstańców Warszawy 12-14
- Łazienki Południowe(inne języki) z 1907, obejmujące drewniany budynek główny, pawilon północny, pawilon południowy, ul. Wojska Polskiego 1
- klub sportowy „Spójnia”, bud. drewniano-murowany przeniesiony z Łazienek Północnych, ul. Wybickiego 48
- Zakład Balneologiczny z 1903-04, pl. Zdrojowy 1
- zespół sądowo-więzienny z 1893, przeb. w 1913-15, ul. 1 Maja 10 róg Grottgera 3-5
  - sąd, ob. siedziba Sądu Rejonowego i Prokuratury Rejonowej, ul. 1 Maja 10
  - więzienie, ul. Grottgera 3
  - dom dozorcy, ul. Grottgera 5
  - portiernia, ob. księgarnia, ul. 1 Maja 10
- strzelnica z budynkiem gospodarczym murowano-szachulcowa z początku XX, ob. hotel „Parkowy” z restauracją, ul. Moniuszki 10
- pensjonat „Eden” zbudowany po 1920, ul. Kordeckiego 4/6
- zespół pałacowy „Stawowie” z 2. połowy XIX, obejmujący pałac oraz park, ob. szpital przeciwgruźliczy, al. Niepodległości 618
- szkoła żeńska z 1903-04, ob. budynek II LO im. Bolesława Chrobrego, al. Niepodległości 751
- zespół kortów tenisowych z początku XX w., w tym:
  - tzw. domek klubowy, ul. Ceynowy 5,
  - poczekalnia, ul. Goyki
  - teren, otoczenie i starodrzew
- domy i wille:
  - dom z 1923, ul. Abrahama 5-7
  - willa z ogrodem z 1922, ul. Abrahama 10
  - willa murowano-szachulcowa z 1905-06, ul. Andersa 25
  - willa z 1915, ul. Andersa 27
  - stajnia z 1920, ob. dom mieszkalny, ul. Paderewskiego 12
  - kamienica z 1906 wraz z ogrodem ze starodrzewem, ul. Armii Krajowej 61
  - dom z 1912, ul. Armii Krajowej 68
  - willa z końca XIX, ul. Ceynowy 3
  - dom murowano-szachulcowy z 1901, ul. Chmielewskiego 9
  - pensjonat z 1906, ob. hotel „Irena”, ul. Chopina 36
  - Willa Basnera z 1909-10, ob. prywatna rezydencja, ul. Chrobrego 48
  - dworek Sierakowskich z 1790, ul. Czyżewskiego 12
  - dom szachulcowy z 1907, ul. Czyżewskiego 13
  - Willa Wilhelma Jüncke z 1880, ul. Goyki 3 
    - willa
    - oficyna z lamusem, drewniano-murowany z końca XIX w.
    - park, ogród z XIX w.

  - kamienica z 1911, ul. Grunwaldzka 4-6
  - pensjonat „Dom Polski” z 1890, ob. dom mieszkalny, ul. Grunwaldzka 11
  - dom z 2. połowy XIX, ul. Grunwaldzka 17
  - dom wybudowany po 1920, ul. Grunwaldzka 33
  - dom murowano-szachulcowy z 1900, ul. Grunwaldzka 70
  - dom z 1908, ul. Haffnera 13
  - dom z 1905, ul. Haffnera 72
  - willa z ogrodem z 1870, przebudowana w 1905, ul. Haffnera 86
  - dom murowano-szachulcowy z 1907, ul. Helska 1
  - willa z 1905, ob. dom wczasowy, ul. Jagiełły 10
  - dom z 1899, ul. Jagiełły 12
  - dom z 1906, ul. Kazimierza Wielkiego 1
  - Willa Marszałka, willa murowano-szachulcowa z 1906, z ogrodem, ul. Kilińskiego 12
  - Zespół willowy, ul. Kościuszki 29-31
    - Willa Herbstów -  z 1878, ul. Kościuszki 29
    - dom dla gości z 1879 r., przebudowany w 1903 r., ul. Kościuszki 31
    - park

  - Willa Wernera, zespół willowy z 1891, obejmujący willę, ogród oraz altanę z 1897, ul. Kościuszki 41
  - willa z 1892, z ogrodem, ul. Kościuszki 43
  - oficyna z połowy XIX, ob. oddział Muzeum Stuthoff, ul. Kościuszki 63
  - willa z 1900 r., przebudowana w 1980 r., obecnie dom Związku Nauczycielstwa Polskiego „Belfer”, ul. Kościuszki 64
  - dom z 1906, ul. Królowej Jadwigi 3
  - dom z 1910, ul. Królowej Jadwigi 4
  - dom murowano-szachulcowy z 1907, ul. Królowej Jadwigi 5
  - dom z 1910, ul. Królowej Jadwigi 6
  - dom murowano-szachulcowy z 1914, ul. Królowej Jadwigi 7
  - dom z 1914, ul. Królowej Jadwigi 9
  - dom z 1904, ul. Lipowa 9
  - dom z 1902, ul. 3 Maja 16
  - dom z 1907, ul. Majkowskiego 8
  - kamienica z 1910, ul. Małopolska 5-7
  - 3 wille drewniano-murowane z 1920, z ogrodami, ul. 23 Marca 68-70, 72, 74
  - zespół willowy z 1908, obejmujący willę, garaż, ogród, ul. Mickiewicza 12
  - Willa Sopocki Belwederek z 1920, ul. Mickiewicza 36
  - dom z oficyną z 1900, ul. Mokwy 5, 5b
  - dom z 1906, ul. Mokwy 6
  - dom z 1880, ul. Mokwy 7
  - willa murowano-szachulcowa z 1904, ul. Morska 7
  - budynek biurowo-mieszkalny sopockiej cegielni Paula Diettricha z otoczeniem, starodrzewem i drogą dojazdową z ok. 1900 r., Al. Niepodległości 640
  - willa z przełomu XIX/XX, ul. Obrońców Westerplatte 3
  - willa z 1910, ob. szkoła muzyczna, ul. Obrońców Westerplatte 18-22
  - willa z 1904 wraz z ogrodzeniem, ul. Obrońców Westerplatte 30
  - willa secesyjna Bergera z 2. połowy XIX, z ogrodem, ul. Obrońców Westerplatte 24
  - dom, ul. Paderewskiego 12 (dawniej stajnia domu przy ul. Andersa 27)
  - dom, ul. Parkowa 10
  - ochronka i szkoła „Macierzy Szkolnej” z ok. 1890 ze starodrzewem i fragmentem ogrodzenia, ul Parkowa 18
  - dom murowano-szachulcowy z 1905, ul. Parkowa 43-45
  - Willa Claaszena z 1903, ul. Poniatowskiego 8
  - sanatorium „Ostsee” z 1894-95, w okresie powojennym siedziba Urzędu Miejskiego, ob. dom mieszkalny, ul. Sobieskiego 35
  - willa drewniano-murowana z początku XX, ul. Struga 6
  - willa drewniano-murowano-szachulcowa, ul. Struga 11
  - Willa Hestia z 1893, ul. Władysława IV 3
  - willa murowano-szachulcowa z 1915, ul. Władysława IV 9 róg Lipowej 11
  - dom z 1910, ul. Wybickiego 30
  - dom z 1914, ul. Wybickiego 30a
  - dom z 1810, ul. Wybickiego 32
  - dom z 1911, ul. Wybickiego 37
  - dom z 1920, ul. Wybickiego 43, 43a

## Obiekty nieistniejące
- Synagoga w Sopocie z 1913-1914

## Literatura
- M. Bucholz-Todoroska, J. Gibbs: Architektura willi i rezydencji sopockich. Sopot: Muzeum Sopotu, 2017, ISBN 978-83-61385-05-9
- K. Babicz-Kaczmarek: Krótka historia Sopotu i willi Ernesta Claaszena. Sopot: Muzeum Sopotu, 2020, ISBN 978-83-61385-21-9